# Campeonato Mundial de Patinaje Artístico sobre Hielo de 1898
El III Campeonato Mundial de Patinaje Artístico se realizó en Londres (Reino Unido) entre el 14 y el 15 de febrero de 1898 bajo la organización de la Unión Internacional de Patinaje sobre Hielo (ISU) y la Federación Británica de Patinaje sobre Hielo. 

## Resultados

### Masculino
| Puesto | Nombre            | País     | Puntos |
| ------ | ----------------- | -------- | ------ |
| Oro    | Henning Grenander | Suecia   | 10     |
| Plata  | Gustav Hügel      | Austria  | 13     |
| Bronce | Gilbert Fuchs     | Alemania | 13     |

## Medallero
| Núm. | País     | Oro | Plata | Bronce | Total |
| ---- | -------- | --- | ----- | ------ | ----- |
| 1    | Suecia   | 1   | 0     | 0      | 1     |
| 2    | Austria  | 0   | 1     | 0      | 1     |
| 3    | Alemania | 0   | 0     | 1      | 1     |
|      | TOTAL    | 1   | 1     | 1      | 3     |

| Predecesor: Suecia 1897 | Campeonato Mundial de Patinaje Artístico sobre Hielo 1898 | Sucesor: Suiza 1899 |

- Datos: Q1318667